# 管理层收购
管理层收购（Management Buyout，简称MBO）是指公司的高级管理层从金融机构或风险投资得到资金的支持，从公开市场上买下公司很大比例的股权，甚至全部股权，以达到控股程度。管理层收购是并购的一种特殊形式。